# Nausa
Nausa (řecky  Νάουσα, arumunsky Niagusta, slavomakedonsky Nегуш) je město v Řecku v makedonské Imathii. Žije zde asi 33 000 obyvatel. Je známé svým vínem a tradiční osmanskou architekturou, nachází se zde i lyžařské středisko.

## Dějiny
V starověku zde nejdříve žily thrácké kmeny Brygů, později se zde usadili starověcí Makedonci. Na místě dnešní Nausy se nacházelo makedonské město jménem Mieze. Z této doby je zde dochované nymfeum. V římské době se vžilo latinské jméno Nea Augusta, které se následně pořečtilo na dnešní Nausu. Nausa začala být významným městem až během turecké nadvlády, kdy zde díky mnohým bohatým řeckým obchodníkům vzniklo několik cenných staveb. Typické jsou hlavně bohaté domy těchto obyvatel, které dnes tvoří historickou část města. Řekové Nausu dobyli během Řecké války za nezávislost v roce 1821 a následně pod vedením Anastasia Karatasose odolávali dlouhému tureckému obléhání, které trvalo celkem měsíc. Pádem Nausy skončila řecká snaha o získání Makedonie od Turků. Řekové Makedonii osvobodili až v roce 1912 po první balkánské válce. Ve městě tehdy žili hlavně Řekové, ale byla tu i početná komunita Arumunů a Bulharů. Bulhaři odešli do Bulharska po řecko-bulharské výměně obyvatel a v roce 1923 po Řecko-turecké výměně obyvatel se v Nause usadilo mnoho Pontských Řeků.

## Partnerská města
- Asenovgrad, Bulharsko[1]
- Bergama, Turecko
- Faches-Thumesnil, Francie
- Terrassa, Španělsko
- Zgorzelec, Polsko